# Polizeidirektion Lüneburg
Die Polizeidirektion Lüneburg (PD Lüneburg) ist eine von sechs regionalen Polizeidirektionen der Polizei Niedersachsen mit Sitz in der Hansestadt Lüneburg. Sie ist für die acht Landkreise Lüneburg, Lüchow-Dannenberg, Uelzen, Celle, Heidekreis, Harburg, Stade und Rotenburg (Wümme) zuständig. Die von Polizeipräsidentin Kathrin Schuol geleitete PD Lüneburg ist dem Niedersächsischen Ministerium für Inneres, Sport und Digitalisierung nachgeordnet.

## Organisation

### Zentrale Kriminalinspektion und Polizeiinspektionen
Die Polizeidirektion Lüneburg gliedert sich in die Zentrale Kriminalinspektion Lüneburg und die sechs nachgeordneten Polizeiinspektionen Celle, Harburg, Heidekreis, Lüneburg / Lüchow-Dannenberg / Uelzen, Rotenburg und Stade.

### Stabsstellen, Abteilungen und Dezernate
Die Polizeidirektion Lüneburg ist in mehrere Stabsstellen, Abteilungen und Dezernate unterteilt. Zu den Stabsstellen des Polizeipräsidenten zählen die Gleichstellungsbeauftragte, der Personalrat und das Dezernat 01 Zentrale Aufgaben mit Strategie, Organisation, Controlling, Presse und Öffentlichkeitsarbeit und Fachkraft für Arbeitssicherheit.
Dem Polizeipräsidenten sind folgende zwei Abteilungen und sieben Dezernate unterstellt:
- Abteilung 1 Polizeilicher Aufgabenvollzug, Personal, Technik mit Kriminalitätsbekämpfung, Prävention, organisierte Kriminalität, Polizeilicher Staatsschutz, regionale Analysestelle und Verhandlungsgruppe mit:
  - Dezernat 12 Einsatz und Verkehr mit Kooperative Leitstelle (KLL), polizeiliche Gefahrenabwehr, Umweltschutz, Verkehrssicherheit und Diensthunde
  - Dezernat 13 Personal mit Personalverwaltung, Aus- und Fortbildung, regionaler Beratungsstelle, SET und AgL
  - Dezernat 14 Führungs- und Einsatzmittel mit Einsatz und Logistik, Informationstechnologie (IT), Kraftfahrwesen, Waffen und Einsatzmittel, Kriminaltechnik und IT-Sicherheit

- Abteilung 2 Wirtschaftsverwaltung, Recht, Bevölkerungsschutz mit:
  - Dezernat 21 mit Wirtschaftsverwaltung, Logistik und Liegenschaften
  - Dezernat 22 Recht mit Justiziariat und Geheimschutzbeauftragten
  - Dezernat 23 Amt für Brand- und Katastrophenschutz mit Brandschutz und Hilfeleistung der Feuerwehr, Katastrophenschutz und Verteidigung

### Polizeiinspektionen
Bei den Polizeiinspektionen handelt es sich um:
| Polizeiinspektionen | Polizeiinspektionen | Polizeiinspektionen                                                                                        | Polizeiinspektionen | Polizeiinspektionen | Polizeiinspektionen |
| --- | --- | --- | --- | --- | --- |
| Lüneburg / Lüchow-Dannenberg / Uelzen | Celle | Heidekreis                                                                                                 | Harburg | Stade | Rotenburg |
| Polizeikommissariate: Uelzen Lüchow | Polizeikommissariate: Bergen | Polizeikommissariate: Munster Walsrode Bad Fallingbostel                                                   | Polizeikommissariate: Winsen (Luhe) Seevetal BAB Winsen (Luhe)                                                          | Polizeikommissariate: Buxtehude                                                                                              | Polizeikommissariate: Bremervörde Zeven |
| Polizeistationen: Bad Bodenteich Rosche Wrestedt Ebstorf Suderburg Bad Bevensen Bienenbüttel Adendorf Bardowick Reppenstedt Melbeck Amelinghausen Bleckede Dahlenburg Scharnebeck Barendorf WSPSt Scharnebeck Gartow Clenze Dannenberg Hitzacker Amt Neuhaus | Polizeistationen: Hermannsburg Faßberg Unterlüß Wietze Hambühren Winsen (Aller) Lachendorf Eschede Eldingen Wathlingen Wienhausen | Polizeistationen: Bispingen Wietzendorf Bomlitz Rethem Schwarmstedt Hodenhagen Schneverdingen Neuenkirchen | Polizeistationen: Stelle Marschacht Salzhausen Hanstedt Meckelfeld Nenndorf Neu Wulmstorf Tostedt Hollenstedt Jesteburg | Polizeistationen: Harsefeld Horneburg Jork Steinkirchen Apensen Himmelpforten Oldendorf Fredenbeck Drochtersen Freiburg/Elbe | Polizeistationen: Gnarrenburg Selsingen Oerel Sittensen Tarmstedt Scheeßel Visselhövede Sottrum Bothel Fintel (Autobahn-) Wache: - ESD BAB Sittensen |

## Kooperative Leitstelle Lüneburg (KLL)
Die 24/7 und mit rund 60 Polizeibeamten besetzte Kooperative Leitstelle Lüneburg (KLL) ist seit 2015 die zentrale Einsatzleitstelle für den polizeilichen Notruf (110) im Bereich der PD Lüneburg. Die Feuerwehreinsatz- und Rettungsleitstelle (FEL) (Notruf 112) des Landkreises Lüneburg befindet sich ebenfalls in den Räumlichkeiten der KLL. Die Leitstelle mit Sitz im Behördenzentrum „Auf der Hude“ in Lüneburg ist für rund 1,25 Millionen Einwohner zuständig. 
Seit 2023 gibt es bei der KLL sogenannte Intel-Officer zur Informationsgewinnung im Internet, die Polizeieinsätze und Ermittlungen unterstützen und die Social-Media-Accounts der PD Lüneburg, wie Facebook, Instagram und X, betreuen.

## Kontroversen
2025 berichteten Medien, das die Behörde 2023 die Anweisung erteilt habe, in den Beurteilungen von männlichen Polizisten das Geschlecht als negativen Aspekt zu werten. Dies sollte dazu dienen, die Unterrepräsentanz von Frauen in Führungspositionen beseitigen. Nach Klagen mehrerer Polizisten stoppte das Verwaltungsgericht Lüneburg sämtliche Beförderungen in der Behörde und bezeichnete das Vorgehen als Verstoß gegen Artikel 33 des Grundgesetzes. Eine endgültige gerichtliche Entscheidung steht noch aus.

## Spektakuläre Kriminalfälle
- 1989: Göhrde-Morde an zwei Ehe-/Liebespaaren im Waldgebiet der Göhrde
- 2007: Der Massenmord in Sittensen an sieben Asiaten in einem China-Restaurant
- 2015: Vermisstenfall Familie Schulze aus Drage[11]
- 2017: Blutrache-Mord von Visselhövede an einem albanischen Schutzsuchenden durch drei verfeindete Albaner
- 2021: Gewaltsamer Tod von zwei Patienten durch einen Mitpatienten in der Psychiatrischen Klinik Lüneburg[12]
- 2024: Vierfaches Tötungsdelikt durch einen Bundeswehrsoldaten im Raum Rotenburg[13]